# Леопольд Ґмелін
Леопольд Ґмелін (нім. Leopold Gmelin; 2 серпня 1788 — 13 квітня 1853) — німецький хімік. Ґмелін був професором Гайдельберзького університету, серед іншого, він працював над червоною кров'яною сіллю і створив пробу Ґмеліна.

## Життєпис
Ґмелін був сином лікаря, ботаніка та хіміка Йоганна Фрідріха Ґмеліна та його дружини Розіни Шотт. Через свою сім'ю він у ранньому дитинстві познайомився з медициною та природничими науками, а в 1804 році відвідував лекції свого батька з хімії. У тому ж році Ґмелін поїхав до Тюбінґена, щоб працювати в сімейній аптеці.Він також навчався в Тюбінґенському університеті, серед інших, разом зФердинандом Ґотлібом фон Ґмеліном (двоюрідним братом) і Карлом Фрідріхом Кільмаєром (чоловіком двоюрідної сестри). За підтримки Кільмаєра Ґмелін у 1805 р. перейшов до Ґеттінґенського університету, де пізніше став асистентом у лабораторії Фрідріха Штромеєра. У 1809 році він успішно склав іспити в останнього.
Леопольд Ґмелін повернувся до Тюбінґена і знову став відвідувати лекції Фердинанда Ґотліба фон Ґмеліна та Карла Фрідріха Кільмаєра. У лютому 1811 року Ґмелін посварився зі студентом-медиком Ґутіке, після образи викликав його на дуель, без серйозних наслідків. Оскільки двобої між студентами були заборонені, інцидент тримався в таємниці, але все одно чутки про нього поширились, то ж 10 березня Ґмелін втік і вирушив до Віденського університету до Йозефа Франца фон Жакена. У центрі досліджень Ґмеліна був, серед іншого, чорний пігмент очей биків і телят, і результат цієї роботи також був предметом його дисертації. 1812 Ґмелін заочно отримав докторський ступінь у Ґеттінґені. До 1813 року він здійснив тривалу навчальну подорож по Італії. Після повернення він отримав дозвіл працювати викладачем в Гайдельберзькому університеті з зимового семестру 1813/14; спочатку він закінчив свою габілітацію в Ґеттінґені. 26. У вересні наступного року він був призначений доцентом у Гайдельберзі.

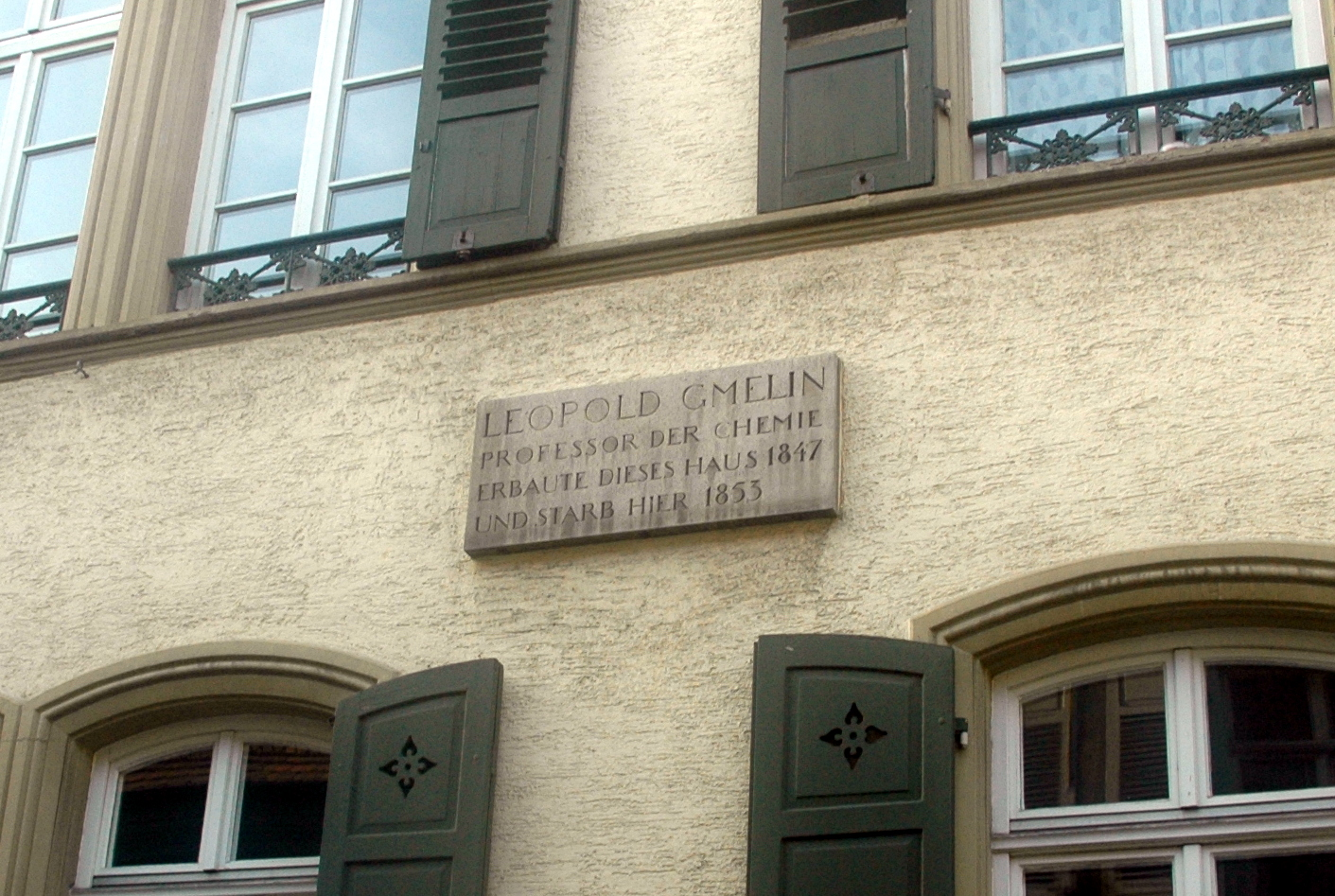

Восени 1814 року він поїхав до Парижа, щоб вчитися в Сорбонні, де залишався до весни 1815 року. Разом зі своїм двоюрідним братом Крістіаном Ґотльобом Ґмеліном він познайомився з Рене-Жюстом Аюї, Жозефом Луї Ґей-Люссаком, Луї Жаком Тенаром і Луї-Ніколя Вокленом.
У 1816 році Ґмелін одруживсяв Кірхгаймі (поблизу Гайдельберґа ) з Луїзою, донькою кірхгаймського пастора Йоганна Конрада Маурера; таким чином ставши шваґром юристові Ґеорґу Людвіґу фон Мауреру і богослову Йоганну Фрідріху Абеґґу. Від цього шлюбу народилися три доньки та син. Його донька Авґукста згодом стала дружиною лікаря Теодора фон Душа .
З 1833 по 1838 рік Ґмелін володів паперовою фабрикою в Шрісгаймі, на північ від Гайдельберґа, яку він придбав у надії отримати прибуток. Однак робота на млині була дуже трудомісткою та затратною фінансово і йшла на шкоду його викладацькій роботі.
У 1817 році Ґмелін зміг опублікувати перший том свого підручника з хімії . У 1843 році четверте видання твору зросло до дев'яти томів. У цьому виданні Ґмелін зайнявся атомною теорією і приділив набагато більше місця органічній хімії, яка набирала все більшого значення. Терміни складний ефір і кетон були введені Ґмеліном. До самої смерті Ґмелін працював над п’ятим виданням довідника, що також допомогло йому надати хімічну документацію та інформацію. Він також заклав основу системи Ґмеліна, пізніше названої на його честь, для чіткої класифікації неорганічних речовин.
У віці 60 років Ґмелін переніс перший інсульт, а потім ще один у серпні 1850 року. Обидва інсульти вразили праву сторону його тіла, він зміг оговтатися від симптомів паралічу, але залишився слабким. Навесні 1851 року Ґмелін подав у відставку. Протягом наступних двох років він дедалі більше страждав від наслідків хвороби мозку, врештіі Леопольд Ґмелін помер у віці майже 65 років 13 квітня 1853 року в Гайдельберзі і знайшов там свій останній спочинок на кладовищі Берґфрідгоф. Гробниця знаходиться в секторі Е. Тут також спочиває його дружина Луїза та інші родичі.

## Діяльність
Праці Леопольда Ґмелін переважно стосуються фізіології, мінералогії та хімії. Його експериментальна робота була відзначена його дуже ретельним і всебічним способом добору матеріалу; також критики відзначають його виразний письменницький талант.
Першою фізіологічною роботою Ґмеліна була його дисертація про чорний пігмент очей биків і телят, принцип забарвлення яких він намагався збагнути. Незважаючи на найпростіші хімічні засоби, він міг описати властивості пігменту і справедливо визнав вуглець причиною саме такого а не іншого кольору. Найважливішою фізіологічною роботою Ґмеліна був оприлюднений в 1826 році дослід щодо травлення, який він провів разом з Фрідріхом Тідеманом. Робота, яка також описувала багато нових методів роботи, містила новаторські відомості про шлунковий сік, у якому вони знайшли соляну кислоту, і жовч, у якій Ґмелін і Тідеманн серед інших виявили холестерин і таурин. Введений вченим тест Ґмеліна дозволив виявити складові жовчі в сечі людей, які страждають на жовтяницю. Крім того, Ґмелін і Тідеман представили новий, більш витончений погляд на всмоктування поживних речовин через шлунково-кишковий тракт; вони були основоположниками сучасної фізіології травлення.
Мінералогічні роботи Ґмеліна містили аналізи різних мінералів, таких як гаюїн, цю роботу він подав як габілітаційну в Ґеттінґені, а також опис ломонтиту і кордієриту. Крім того, Ґмелін також аналізував мінеральні води і в 1825 році опублікував роботу про нову хімічну мінеральну систему, оскільки він знав, що звичайний серед його сучасників поділ на зовнішні або фізичні характеристики був неадекватним. Експерти сприйняли мінеральну систему Леопольда Ґмеліна дуже критично, але основна ідея порядку, заснованого на хімічному складі, виявилася корисною.
Ґмелін випустив Довідник з теоретичної хімії, який продовжувався як Довідник Ґмеліна з неорганічної хімії до 1997 року приблизно у 800 томах Інститутом Ґмеліна, і продовжується Gesellschaft Deutscher Chemiker як база даних. Посібник, ще за життя ставши його найважливішою працею, спочатку мав бути підручником, який мав би об'єднати всі хімічні знання того часу. Завдяки величезному зростанню знань і пов'язаному з цим переростанням посібника у всеохопгий довідник, Ґмелін опублікував компактний підручник хімії в 1844 році. Його хімічні досягнення включають відкриття кроконової кислоти; таким чином він синтезував першу циклічну органічну сполуку та згадане раніше відкриття червоного пруссу.
Леопольд Ґмелін також розробив систему, як попередній начерк періодичної таблиці та вдосконалив хімічне обладнання.

## Деякі публікації
- Chemische Untersuchung des schwarzen Pigments der Ochsen- und Kälberaugen, nebst einigen physiologischen Bemerkungen über dasselbe, Dissertation, Göttingen 1812, in Latein. Журнал Швайгера. 10, С. 507–547, 1814
- Oryktognostische und chemische Beobachtungen über den Haüyn und einige mit ihm vorkommende Fossilien, nebst geognostischen Bemerkungen über die Berge des alten Latiums, Schweiggers Journ. 15 S. 1-41, 1815; Енн Філ. Thomson 4, S. 115-122; 193-199, 1814 рік
- Леопольд Ґмелін, Фрідріх Велер : Neue Cyanverbindungen, Schweiggers Journ. 36 С. 230–235, 1822
- Versuch eines neuen chemischen Mineralsystems, Taschenbuch gesammte Mineralog. 19, I S. 322-334; 418-474; 490-507, 1825, II S. 33-77; 97-148, 1825
- Friedrich Tiedemann, Leopold Gmelin: Die Verdauung nach Versuchen, Heidelberg und Leipzig 1826, 2 Bde.
- Lehrbuch der Chemie zum Gebrauche bei Vorlesungen auf Universitäten, in Militärschulen, polytechnischen Anstalten, Realschulen etc. sowie zum Selbstunterrichte, Heidelberg, Universitätsbuchhandlung Karl Winter, 1844

## Зовнішні посилання
- Who Named It біографія
- Бібліографія. Леопольд Ґмелін // Німецька національна бібліотека

 Вікісховище має мультимедійні дані за темою: Леопольд Ґмелін